# The Last Frontier (1932)
The Last Frontier é um seriado estadunidense de 1932, gênero aventura e Western, dirigido por Spencer Gordon Bennet e Thomas Storey, em 12 capítulos, estrelado por Lon Chaney Jr., Dorothy Gulliver, William Desmond e Yakima Canutt. O seriado foi uma produção independente, produzido pelo Van Beuren Studios, e foi o único seriado distribuído pela RKO Pictures. Veiculou nos cinemas estadunidenses a partir de 5 de setembro de 1932.
O seriado foi baseado no livro homônimo de Courtney Ryley Cooper, publicado em 1923. O personagem interpretado por Lon Chaney Jr é o mascarado The Black Ghost, que tem semelhanças com o Zorro.
O seriado é remake do filme homônimo de 1926, dirigido por George B. Seitz e estrelado por William Boyd.

## Sinopse
O fora da lei "Tiger" Morris tenta adquirir os depósitos de ouro locais. Um editor de jornal, Tom Kirby, torna-se o vigilante mascarado, The Black Ghost, tentando impedi-lo.

## Elenco
- Lon Chaney Jr. … Tom Kirby, editor do jornal local e o vigilante mascarado The Black Ghost
- Dorothy Gulliver … Betty Halliday
- Ralph Bushman  … Jeff Maitland
- William Desmond … General George Custer
- Joe Bonomo … Joe, um dos capangas de Morris
- Pete Morrison … Hank
- LeRoy Mason … Buck
- Yakima Canutt … Wild Bill Hickok
- Mary Jo Desmond … Aggie Kirby
- Slim Cole … Tio Happy
- Richard Neill … Leige "Tiger" Morris
- Judith Barrie … Rose Maitland
- Claude Payton … Coronel Halliday
- Ben Corbett … Bad Ben
- Frank Lackteen … Chefe pawnee Blood
- Fritzi Fern … Mariah

## Produção
The Last Frontier foi uma produção independente, e foi o único seriado distribuído pela RKO Pictures.

## Capítulos
1. The Black Ghost Rides
2. The Thundering Herd
3. The Black Ghost Strikes
4. The Fatal Shot
5. Clutching Sands
6. The Terror Trail
7. Doomed
8. Facing Death
9. Thundering Doom
10. The Life Line
11. Driving Danger
12. The Black Ghost's Last Ride

Fonte: